# 시무비
시무비(柴無比: ? ~ 1297년 8월 16일(음력 7월 27일))는 고려 후기의 궁녀로, 본관은 태인이다. 백야단(伯也丹)이라고도 한다.

## 이력
선발되어 궁녀로 들어왔다.
충렬왕이 도라산으로 갈 때 자주 데리고 가는 궁녀로, 이 때문에 사람들이 무비를 도라산이라고 불렀다.
자연스럽게 이 궁녀 주변에 붙는 이들이 많아졌다. 세자, 즉 나중의 충선왕은 이에 불만을 품었고 아버지에게 제국대장공주의 병이 이 여자에게 있다고 아버지 충렬왕에게 따지며 국문하자고 했으나 아버지는 장례가 끝난 뒤에 하자며 이를 거절했다.
세자는 무비를 비롯해 도성기, 최세연, 전숙, 방종저, 김근, 백야진을 참수하고 그 일당 40여명을 유배보냈다.

## 시무비가 등장하는 작품
- 《왕은 사랑한다》 (MBC, 2017년~2017년, 배우: 추수현)

## 참고 자료
- 《고려사》
- 《고려사절요》

## 같이 보기
- 무비 사건